# Голубичский сельсовет
Голубичский сельсовет — административная единица на территории Глубокского района Витебской области Белоруссии.

## История
27 сентября 2007 года на территории сельсовета были упразднены деревня Нивье и хутора Выгорки, Заболотье, Отваловщина, Чистое.

## Состав
Голубичский сельсовет включает 27 населённых пунктов:
- Альхимовщина — деревня.
- Апанасенки — деревня.
- Беляки — деревня.
- Большие Давыдки — деревня.
- Быковщина — хутор.
- Голубичи — агрогородок.
- Гурбы — деревня.
- Дедино — хутор.
- Еловики — хутор.
- Жолнеровщина — деревня.
- Ивановщина — деревня.
- Королевичи — деревня.
- Крупени — деревня.
- Куксино — хутор.
- Малиновка — хутор.
- Ольщина — деревня.
- Отвалки-1 — деревня.
- Отвалки-2 — деревня.
- Промешки — деревня.
- Пузыри — деревня.
- Селище — деревня.
- Слобода — деревня.
- Старое Заполовье — деревня.
- Урожайная — деревня.
- Шабаны — деревня.
- Шилогорье — деревня.
- Ясевичи — деревня.